# Robert Kiyosaki
Robert Toru Kiyosaki (n. 8 aprilie 1947, Hilo, Territory of Hawaii⁠(d), SUA) este un investitor, om de afaceri și autor american de literatură motivațională. Kiyosaki este foarte cunoscut datorită seriei de cărți de educatie financiara  Tată bogat, tată sărac. A scris peste 26 de cărți care s-au vândut într-un total de 26 milioane de exemplare. Deși la început a publicat pe cont propriu, ulterior, Warner Books, o divizie a Hachette Book Group USA, a preluat publicarea cărților lui, în prezent acestea apărându-i sub editura Rich Dad. Trei dintre cărțile sale, Tată bogat, tată sărac, Cadranul banilor și Ghidul investitorului s-au aflat simultan în top 10 al celor mai bune cărți vândute, clasament întocmit de Wall Street Journal, USA Today și New York Times. Copil bogat, copil isteț a fost publicată în 2001, din dorința de a-i ajuta pe părinți să-și familiarizeze copiii cu noțiuni financiare. 
A creat de asemenea jocul didactic "Cashflow", editat atât în varianta clasică cât și software. Jocul cunoaște 3 versiuni și se adresează deopotrivă părinților și copiilor. A scos numeroase casete audio și discuri din seria "Rich dad".

## Biografie
Kiyosaki s-a nǎscut în India și a crescut în Hawaii, fǎcând parte din a patra generație de japonezi- americani . Este fiul unui cunoscut cadru didactic - Ralph H. Kiyosaki (1919-1991). Dupǎ terminarea liceului Hilo High School, s-a înscris la Academia Americanǎ de Marinǎ Comercialǎ din New York, absolvind-o în anul 1969 cu gradul de ofițer. Ulterior, în timpul Rǎzboiului din Vietnam s-a înrolat în Corpul de Marinǎ ca și pilot pe elicopterele de luptǎ; a fost decorat cu Medalia de Aur. Kiyosaki pǎrǎsește Corpul de Marinǎ în 1974 și se angajeazǎ ca vânzǎtor de copiatoare pentru compania Xerox. În 1977, își înființeazǎ propria-i firma care produce în premierǎ pe piațǎ portofelele din nylon cu scai pentru surferi. La început compania a cunoscut un oarecare succes, dar ulterior a falimentat.Creațiile sale au apărut în Runner's World, Gentleman'Quarterly, Success Magazine, Newsweek și chiar în Playboy. La 47 de ani s-a pensionat, dar se ocupă în continuare de investiții, în special în domeniul imobiliar. La începutul anilor '80, Kiyosaki inițiazǎ un alt business - producerea de tricouri pentru trupele de Heavy metal.În 1995, a devenit cofondator al unei organizații internaționale cu profil educațional, care funcționează în șapte țări și care și-a propus inițierea cursanților în arta afacerilor și a investițiilor.În calitate de specialist în educație, a vorbit de la cele mai importante tribune, la fel ca și Og Mandino, Zig Ziglar sau Anthony Robbins. Între 1996–1997 lanseazǎ Cashflow Technologies, Inc., companie care opereazǎ și deține marca Rich Dad. Este cǎsǎtorit cu Kim Kiyosaki; are o sorǎ, Emi Kiyosaki (este cǎlugǎrițǎ budhistǎ, adoptând numele monastic de Ven).

## Cărți publicate
- Robert Kiyosaki - Frate bogat, soră bogată
- Robert Kiyosaki - Ce este educatia financiara... de fapt?
- Robert Kiyosaki - Conspiratia celor bogati. Cele opt noi reguli ale banilor
- Robert Kiyosaki - Profetiile tatalui bogat
- Robert Kiyosaki - Scoala de afaceri
- Robert Kiyosaki - Fake: bani, profesori si active contrafacute
- Robert Kiyosaki - Înainte de a demisiona
- Robert Kiyosaki - Tată bogat, tată sărac. Educația financiară în familie
- Robert Kiyosaki, Sharon L. Lechter - Cadranul banilor. Ghidul unui tată bogat pentru libertate financiară
- Robert Kiyosaki, Sharon L. Lechter - Copil bogat, copil isteț. Startul financiar în viață
- Robert Kiyosaki, Sharon L. Lechter - Ghidul investitorului. Sfaturile tatălui bogat
- Robert Kiyosaki, Sharon L. Lechter - Tânăr și bogat. Cum să faci avere de tânăr, pentru totdeauna
- Robert Kiyosaki, Sharon L. Lechter - Profețiile tatălui bogat. De ce încă amenință cea mai mare prăbușire bursieră... și cum să te pregătești pentru a profita de ea!
- Robert Kiyosaki - Un IQ financiar mai bun
- Robert Kiyosaki, Sharon L. Lechter - Ce m-a învățat tatăl meu bogat despre succesul financiar
- Robert Kiyosaki, Sharon L. Lechter - Cine mi-a luat banii? Cum câștigă cei care se mișcă rapid
- Robert Kiyosaki, Sharon L. Lechter - Afaceri interactive. Pentru oamenii cărora le place să-i ajute pe alții
- Robert Kiyosaki, Donald Trump - Why We Want You to Be Rich: Two Men - One Message
- Robert Kiyosaki, Donald Trump - Atingerea Regelui Midas

## Consultanță financiară și de afaceri
Kiyosaki operează printr-un număr de companii pe care le deține integral sau parțial și prin acorduri de franciză cu alte companii autorizate să-și folosească numele contra cost. Acestea includ Rich Dad LLC, Whitney Information Network, Rich Dad Education și Rich Dad Academy.
Învățăturile financiare și de afaceri ale lui Kiyosaki se concentrează pe ceea ce el numește „educație financiară”: generarea de venituri pasive concentrându-se pe oportunități de afaceri și investiții, cum ar fi investiții imobiliare, afaceri, acțiuni și mărfuri, cu scopul de a se putea întreține singur prin astfel de investiții. singur și obținând astfel o adevărată independență financiară.
Kiyosaki folosește termenul „active” pentru lucruri care pun bani în buzunar.
El subliniază importanța construirii unui activ mai întâi pentru a-și finanța pasivele în loc să economisești bani sau să te bazezi pe un salariu dintr-un loc de muncă tradițional.